# Кароли, Джермана
Джермана Кароли (итал. Germana Caroli, урождённая Маццетти, 18 августа 1931, Болонья, Италия — 7 января 2024, Монгидоро, Италия) — итальянская певица.

## Биография
Джермана Маццетти родилась в Болонье 18 августа 1931 года.
Подъём её карьеры начался после того как она, исполнявшая песню в одном из ночных клубов своего родного города, была замечена композитором и дирижером Джованни Фенати. После обучения пению, дикции и актёрскому мастерству Джермана была принята в оркестр Фенати в качестве вокалистки, и с этим коллективом она добилась большого успеха. Наиболее известно её исполнение песни «Ehi, tu» (1954), которая впоследствии положила начало и её сольной карьере.
Пик карьеры Джерманы Кароли пришёлся на конец 1950-х — начало 1960-х годов, когда она участвовала в самых важных итальянских музыкальных мероприятиях того времени, включая Канцониссима, Фестиваль неаполитанской песни и десятый музыкальный фестиваль в Сан-Ремо.
По контракту сотрудничала со звукозаписывающей компанией Durium. В 1959 году приняла участие в радиопередаче Il percorso degli assi, которую вёл Коррадо, выступала с оркестром маэстро Чинико Анджелини, с коллективом Аурелио Фьерро (вместе с другими певцами, среди которых была Миранда Мартино). В том же году выступила на фестивале Неаполитанской песни вместе с Лучано Рондинеллой, исполнив песню Primmavera, и с Марией Пари, исполнившей Napulione 'e Napule.
В 1960 году приняла участие в фестивале в Сан-Ремо с песней Gridare di gioia, которая не прошла в финал (в финал было отобрано 10 песен). Песни Alle 10 della sera и Che noia стали хитами 1961 года, исполнялись в сети кинотеатров Cinebox, Альдо Альди на них было снято два видео. Кароли также снялась во множестве рекламных роликов для Carosello (например, она рекламировала торговую марку бытовой техники Zoppas). Она много гастролировала за границей, особенно в Южной Америке, где выпустила несколько пластинок. В конце 1960-х на некоторое время ушла со сцены, но в 1980-х годах снова начала петь с различными оркестрами.
Кароли умерла 7 января 2024 года в возрасте 92 лет в Монгидоро. Последние годы жизни провела в доме престарелых.

## Дискография
- 1958 — Magic Moments/Non partir (Durium, Ld A 6394)
- 1958 — La pioggia cadrà/Dors mon amour (Durium, Ld A 6395)
- 1958 — Parole alla luna/Femminilità (Durium, Ld A 6468)
- 1958 — Da te era bello restar/Ehi tu! (Durium, Ld A 6469)
- 1959 — Un bacio sulla bocca/Nessuno (Durium, Ld A 6476)
- 1959 — Ti prego, amore/Dance darling dance (Durium, Ld A 6510)
- 1959 — Petite fleur/D’improvviso (Durium, Ld A 6562)
- 1959 — D’improvviso/Venus (Durium, Ld A 6563)
- 1959 — Passiuncella/'O destino 'e ll’ate (Durium, Ld A 6570)
- 1959 — Rubare/Por dos besos (Durium, Ld A 6730)
- 1960 — Gridare di gioia/Amore senza sole (Durium, Ld A 6738)
- 1960 — Luna, Lina e brezzolina/Di' la tua (Durium, Ld A 6901)
- 1960 — Alle 10 della sera/Diavolo (Durium, Ld A 6953)
- 1961 — Le mille bolle blu/Che brivido ragazzi (Durium, Ld A 6976)
- 1966 — Sei poco intelligente/Un pezzetto di ghiaccio (Century, AM 006)
- 1967 — Forse/La colpa più grande (DKF Folklore, KF 30038)
- 1969 — È troppo tardi/Va via (Kansas, dm 1114)
- 1981 — Georgia on my mind/Temptation/Stardust (Manhattan Records Man, 45002)